# Балта (Южная Осетия)
Балта (осет. Балта; груз. ბალთა) — село в Закавказье. Расположено в Знаурском районе Южной Осетии, фактически контролирующей село; согласно юрисдикции Грузии — в Карельском муниципалитете. Центр Балтинской сельской администрации.
Расположено на реке Проне Западная (приток реки Пца) к западу от райцентра Знаур.
Село населено этническими осетинами.
По переписи населения 1989 года в селении жило 148 человек, в том числе в собственно селе Балта — 57 жителей, в Лаша-Балта — 73 жителей и Средний Балта — 18 жителей, из которых осетины составили 100 %.
По переписи населения 2015 года в селении жило 123 жителя, в том числе в селе Серий Балта — 21 житель, Лаша-Балта — 58 жителей и Средний Балта — 44 жителя.

## Топографические карты
- Лист карты K-38-64 Цхинвали. Масштаб: 1 : 100 000. Состояние местности на 1987 год. Издание 1989 г.